# آلبرت گروسمن
آلبرت گروسمن (انگلیسی: Albert Grossman؛ ۲۱ مهٔ ۱۹۲۶ – ۲۵ ژانویهٔ ۱۹۸۶) یک کارآفرین، و مدیر اهل ایالات متحده آمریکا بود.
از فیلم‌ها یا برنامه‌های تلویزیونی که وی در آن نقش داشته است می‌توان به به عقب نگاه نکن اشاره کرد.